# Andrew Hong
Pour les articles homonymes, voir Hong.
Andrew Hong est un joueur d'échecs américain né le 23 novembre 2004 à San José (Californie), grand maître international depuis 2021.
Au 1er janvier 2025, il est le 19e joueur américain avec un classement Elo de 2 579 points.

## Biographie et carrière
En juillet 2023, Andrew Hong finit deuxième ex æquo du championnat américain junior.
En juillet 2023, il finit deuxième ex æquo du World Open de Philadelphie avec 7 points sur 9.
En août 2023, il finit deuxième du tournoi B du Summer Chess Classic de Saint-Louis avec 6 points sur 9.
En juin 2024, Andrew Hong finit deuxième, ex æquo avec Awonder Liang, du Summer Chess Classic (tournoi principal) de Saint-Louis avec 5,5 points sur 9,.
En juillet 2024, il finit troisième du championnat américain junior.